# Монастырское (Кузнецкий район)
Монастырское — село в Кузнецком районе Пензенской области. Входит в состав Явлейского сельсовета.

## География
Село расположено в восточной части области на расстоянии примерно в 21 километре по прямой к северо-востоку от районного центра Кузнецка.
Часовой пояс
Село Монастырское как и вся Пензенская область, находится в часовой зоне МСК (московское время). Смещение применяемого времени относительно UTC составляет +3:00.

## Население
| 1859 | 1911 | 1930 | 1939 | 1959 | 1979 | 1989 |
| ---- | ---- | ---- | ---- | ---- | ---- | ---- |
| 546  | ↗633 | ↗846 | ↘738 | ↘406 | ↗437 | ↘290 |
| 1996 | 2002 | 2010 |      |      |      |      |
| ↗328 | ↘267 | ↘145 |      |      |      |      |

Национальный состав
Согласно результатам переписи 2002 года, в национальной структуре населения русские составляли 91 % из 267 чел..